# Alepidea wyliei
Alepidea wyliei är en flockblommig växtart som beskrevs av Dummer. Alepidea wyliei ingår i släktet Alepidea och familjen flockblommiga växter. Inga underarter finns listade i Catalogue of Life.